# François Touvet
François Marie Pierre Touvet (ur. 13 maja 1965 w Paryżu) – francuski duchowny katolicki, biskup Châlons w latach 2016–2023, biskup koadiutor Fréjus-Toulon w latach 2023–2025, biskup Fréjus-Toulon od 2025. 

## Życiorys
Święcenia kapłańskie otrzymał 28 czerwca 1992 i został inkardynowany do archidiecezji Dijon. Przez wiele lat pracował jako duszpasterz parafialny, a w latach 1996–2004 był też diecezjalnym duszpasterzem Eucharystycznego Ruchu Młodych. W 2002 został wikariuszem biskupim, a dwa lata później wikariuszem generalnym archidiecezji. W latach 2010–2015 pracował gościnnie w diecezji Langres, pełniąc funkcje: proboszcza katedry (2010–2014), wikariusza biskupiego dla południa diecezji (2012–2014) oraz wikariusza generalnego (2014–2015).
23 grudnia 2015 papież Franciszek mianował go ordynariuszem diecezji Châlons. Sakry biskupiej 28 lutego 2016 udzielił mu metropolita Reims - arcybiskup Thierry Jordan.
21 listopada 2023 papież Franciszek przeniósł go na urząd biskupa koadiutora Fréjus-Toulon. 
7 stycznia 2025 po przyjęciu przez papieża rezygnacji biskupa Dominique'a Reya objął urząd biskupa Fréjus-Toulon. 